# Tim Hortons
Tim Hortons, i vissa länder Tim Hortons Cafe and Bake Shop, är en kanadensisk snabbmatskedja som säljer främst kaffe, kaffebröd och smörgåsar men även andra frukostprodukter, sallader, soppor, teer och wraps. De hade totalt 5 291 restauranger, samtliga ägda av franchisetagare, år 2021. Restaurangkedjan ägs av förvaltningsbolaget Restaurant Brands International.

## Bakgrund
Restaurangkedjan grundades den 17 maj 1964 som Tim Horton Donut Shop i Hamilton i Ontario av ishockeyspelaren Tim Horton, som spelade för Toronto Maple Leafs i National Hockey League (NHL), och den Toronto-baserade affärsmannen Jim Charade. 1967 lämnade Charade företaget efter ha blivit utköpt av en lokal franchisetagare för Dairy Queen, Ron Joyce för 10 000 kanadensiska dollar. Företaget bytte namn till Tim Horton's och började expandera och öppnade flera restauranger. 1974 omkom Horton i en trafikolycka och Joyce köpte ut Hortons familj för en miljon kanadensiska dollar och en Cadillac Eldorado och blev därigenom ensam ägare. Joyce började aggressivt expandera restaurangkedjan och fler restauranger öppnades. Den 8 augusti 1995 blev Tim Hortons fusionerad med den amerikanska hamburgerrestaurangkedjan Wendy's för 400 miljoner kanadensiska dollar. I början av 2000-talet gick Tim Hortons om den globala hamburgerrestaurangkedjan McDonald's i Kanada och blev landets största snabbmatskedja efter intäkter. Under 2006 blev restaurangkedjan avknoppad från Wendy's och blev åter ett självständigt företag. Den 24 augusti 2014 informerade en annan amerikansk hamburgerrestaurangkedja, den här gången Burger King, om en ny fusion med Tim Hortons. Dagen efter bekräftade Burger King att man skulle genomföra fusionen till en kostnad av 11,4 miljarder amerikanska dollar och det kombinerade företaget skulle bli kanadensiskt av skattetekniska skäl. Det nya kombinerade företaget fick namnet Restaurant Brands International. Fusionen blev officiellt slutförd i början av december efter att den kanadensiska handelsministern James Moore och berörda aktieägare godkände den.
För 2021 hade Tim Hortons en total försäljning, företag och franchisetagare, på mer än 6,5 miljarder amerikanska dollar.